# پایگاه هوایی ارتشی گورسینلیک آنکارا
پایگاه هوایی ارتشی گورسینلیک آنکارا (به انگلیسی: Ankara Güvercinlik Army Air Base) (به زبان بومی: Ankara Güvercinlik Kara Hava Üssü) یک فرودگاه نظامی و غیرنظامی است که یک باند فرود آسفالت دارد و طول باند آن ۲۰۲۲ متر است. این فرودگاه در شهر آنکارا کشور ترکیه قرار دارد و در ارتفاع ۸۲۱ متری از سطح دریا واقع شده است.